# Richard Umbers
Richard James Umbers (ur. 17 marca 1971 w Auckland) – australijski duchowny katolicki, biskup pomocniczy Sydney od 2016.

## Życiorys
Święcenia kapłańskie przyjął 1 września 2002 w prałaturze Opus Dei. Pracował głównie jako kapelan kolegiów na terenie Australii, był też m.in. wykładowcą na uniwersytecie Notre Dame w Sydney, ojcem duchownym seminarium w Strathfield oraz reprezentantem arcybiskupa Sydney przy Radzie Kapłańskiej.
24 czerwca 2016 papież Franciszek mianował go biskupem pomocniczym archidiecezji Sydney oraz biskupem tytularnym Thala. Sakry udzielił mu 24 sierpnia 2016 arcybiskup Anthony Fisher.